# مالكوم تايلور (لاعب كرة قدم أمريكية)
مالكوم تايلور (بالإنجليزية: Malcolm Taylor)‏ هو لاعب كرة قدم أمريكية أمريكي، ولد في 20 يونيو 1960 في كريستال سبرينغز في الولايات المتحدة.

## وصلات خارجية
- مالكوم تايلور على موقع مرجع كرة القدم المحترفة.كوم (الإنجليزية)